# Frozen Skies
Frozen Skies, eigentlich Christian Roggow (* 29. Oktober 1990 in Cuxhaven), ist ein deutscher DJ und Musikproduzent aus Bremen.

## Karriere
Christian Roggow nahm im Alter von neun Jahren Gitarren- und Klavierunterricht.
Im Jahr 2000 fing Roggow aktiv mit der Musikproduktion an. Bis 2009 gab es die Produktionen zum kostenlosen Download auf dem damals ersten deutschen Musikportal Mp3.de. Dort lernte er den deutschen Rapper, Musikproduzenten und DJ Jay Outback kennen, mit dem er im selben Jahr zu Ill Fish Recordings wechselte. Bis zur Auflösung von Ill Fish Recordings war Frozen Skies unter dem Pseudonym „Zelebra“ als Remixer für Künstler wie Damon Paul, Seaside Clubbers oder Jay Outback tätig. Die Produktionen lassen sich der Stilrichtung House oder Electro zuordnen.
Seit 2012 produziert er unter dem Pseudonym „Frozen Skies“ im Bereich Trance als Künstler bei Sounds United Records. Ihm gelang der Eintritt in die Auswahlen der besten Remixes in einigen Contests von Beatport und Indaba Music für den US-amerikanischen Musikproduzenten Steve Aoki. Mittlerweile ist er international tätig für Künstler wie ReOrder, HeavensDJ, Tosch oder Ole Sander. Seine Produktionen sind auf mehreren CD-Samplern, im Einzelhandel, sowie auf DVD erhältlich.
2013 veröffentlichte er den Hit Hymn von Barclay James Harvest, zusammen mit dem deutschen Sänger Mark Engels in einer neuen Version. Im selben Jahr erschien er auf dem Sampler „Trance – The Vocal Session 2014“, sowie „Disco House 2014“ von ZYX Music.
Im Dezember 2013 erschien das Album Distant Memories unter anderem als limitierte Auflage auf CD und wurde an Fans verschenkt.
Am 16. Juni 2014 wurde über Silent Shore Records unter Levitated Music ein Remix von Frozen Skies für die Single Beyond Horizons von ReOrder veröffentlicht. Die Veröffentlichung erhielt weltweite Unterstützung, unter anderem von Aly & Fila, Richard Durand, Paul Oakenfold, Markus Schulz, Alex M.O.R.P.H., Talla 2XLC, M.I.K.E., Thomas Datt & Dan Stone.
Vom 9. Januar 2015 bis zum 13. Januar 2017 war er mit der Sendung „The Masters Of Trance“ als Resident DJ für den britischen Radiosender 1Mix Radio tätig.

## Sonstiges
Am 24. Juli 2013 gründete er zusammen mit Dieter Stemmer das Plattenlabel „Arcadia Moon Records“ als Ableger von Sounds United Records im Bereich Trance. Seither gab es mehrere Veröffentlichungen, unter anderem von Physical Phase, Dan Norvan, Denis Weisz und Tensile Force. Am 17. Dezember 2015 wurde die Trennung beider Labels bekannt. Das Label besteht seitdem als Evolve Records unter der Leitung von ihm fort. Neben seiner Arbeit als Musikproduzent kümmert sich Frozen Skies um die Förderung von Nachwuchskünstlern.

## Diskografie

### Alben
- 2013: Tranceatlantis
- 2014: Distant Memories
- 2015: Continuous (Hits & Remixes)
- 2016: Trance Masterpieces

### Singles
- 2012: Coming Back (feat. Yana Vetrova)
- 2012: X
- 2013: Always (feat. Yana Vetrova)
- 2013: The Other Side (feat. Matt B.)
- 2013: Where Are We Going
- 2013: Hymn (feat. Mark Engels)
- 2013: We Come In Peace
- 2014: Immortals Of Minoa
- 2014: Eclipse (feat. Carlos De La Garza)
- 2014: X (Anniversary Edition)
- 2015: Where We Belong
- 2015: Deep Down Below (feat. Jessy Cole)
- 2015: Rise Of Atlantis
- 2015: Eternal Flame (feat. Rebecca Louise Burch)
- 2016: Eternal Flame (feat. Rebecca Louise Burch) (Bigroom Edition)
- 2016: Celebrate The Love[7]
- 2017: Chronos[8]
- 2018: Fable (feat. Safarda)[9]
- 2018: Phoenix (feat. Safarda)[10]

### Remixes
- 2009: Jay Outback feat. Eve Lamell - Schockschwerenot
- 2010: Blazing Funk – Crazy
- 2010: Pete Sunset ft. Crazy Z – Who Do You Think You Are
- 2011: Tosch feat. Christina – Somewhere Over The Rainbow 2k11
- 2011: Seaside Clubbers – PUMP!
- 2012: Steve Aoki feat. Wynter Gordon – Ladi Dadi
- 2012: Pete Sunset feat. Ron Ravolta – Wenn Ich Dich Spür
- 2012: Young London – Let Me Go
- 2012: Jay Outback feat. Eve Lamell – Schockschwerenot 2.0
- 2012: Giselle – Heaven
- 2012: Damon Paul – Ohne Dich
- 2012: Subject Delta – Hannah
- 2012: JT Project ft. Ron Ravolta – Addicted 2 Bass
- 2012: Tosch – Hand In Hand
- 2012: The Booty Jocks – Frozen
- 2012: Michael Fall feat. The Sunseekers – Vixen
- 2012: Tosch feat. Pit Bailay – Can’t Touch You Adrienne
- 2012: Damon Paul feat. MISS vio LINE – Next Life
- 2012: Tosch Ltd – The Big Bang
- 2012: Audrey Hannah – It’s December (And I’ll Be Missing You)
- 2012: Pit Bailay – Eternity
- 2013: Tosch & LaFleur – Fantasme III
- 2013: Jason Parker – Castles In The Sky 2013
- 2013: DJ Ti-S feat. Natalie Grant – Pompeii
- 2014: Gareth Emery feat. Christina Novelli – Dynamite
- 2014: ReOrder – Beyond Horizons
- 2014: Chris Oldman – Passion
- 2015: Damon Paul feat. Simone Mangiapane - Rhythm Is A Dancer
- 2015: Sunsitive - Above The Clouds
- 2016: Chris Excess - Secret
- 2016: TbO & Vega - La Serenissima[11]
- 2017: Killsign Kilo feat. Hidden Tigress - Rapture[12]

### DVD
- Clubtunes on DVD Vol. 8[13]

### Kompilationen
- Disco House 2014 // ZYX Music
- Trance – The Vocal Session 2014 // ZYX Music
- Trance - The Vocal Session 2015 // ZYX Music
- Disco House 2015 // ZYX Music
- EDM - Electronic Dance Music // ZYX Music
- Ibiza Beach House // ZYX Music
- Vocal Trance Volume 1 // ZYX Music
- Trance 2016 // ZYX Music